# Hasle bei Burgdorf
Pour les articles homonymes, voir Hasle.
Hasle bei Burgdorf est une commune suisse du canton de Berne, située dans l'arrondissement administratif de l'Emmental.

Photo aérienne prise à 300 m par Walter Mittelholzer (1923).

## Monuments et curiosités
- L'église réformée avec nef baroque unique a été élevée par Abraham Dünz l'Aîné entre 1678 et 1680. Les fresques datant de la période gothique tardive représentent la vie de saint Benoît et proviennent d'un bâtiment antérieur remontant au XVe siècle.
- Pont en bois qui traverse la rivière Emme au nord de Hasle, près de Wintersei. Avec une portée de 58 mètres, il est le plus long pont de ce genre en Suisse. Sa construction remonte à 1839. Sa structure architecturale est l’œuvre de Johann Daniel Osterrieth[3].